# ミシェル・ゴードリー
ミシェル・ゴードリー（Michel Gaudry、1928年9月23日、フランスのウー - 2019年5月29日、サン＝ロー）は、フランスのジャズ・ダブルベース奏者。

## 生涯
ゴードリーは子供の頃、クラリネットとピアノを学んでおりその後にダブルベース奏者に転向した。ジュネーブ音楽院で学んだ後、彼はミシェル・ハウザーと共演し、1955年にプロのダブルベース奏者としてのキャリアをスタートさせた。この後、1950年代の後半、彼はビリー・ホリデイ、クエンティン・ジャクソン、カーメン・マクレエ、アート・シモンズとの共演を果たした。
1960年代初頭には活動がさらに本格化し、エレク・バクシク、ケニー・クラーク、ソニー・クリス、ステファン・グラッペリ、バド・パウエル、スタッフ・スミス、そしてビリー・ストレイホーンなどと共演する一方で、ジャック・ディーヴァルのグループでも活動を行った。 
1970年代に入ると、ジェラール・バディーニのグループであるスウィング・マシーン（Swing Machine）と共演し、ニースのグランデ・パレード・デュ・ジャズ（Grande Parade du Jazz）でも定期的にパフォーマンスをしていた。 
1980年代にはジミー・オーウェンズ（Jimmy Owens）とアーヴィン・ストークスと共演した。
晩年には、第二次世界大戦のノルマンディー占領の歴史の研究に専念したといわれている。